# I sogni del signor Rossi
I sogni del signor Rossi è un film d'animazione del 1977 diretto da Bruno Bozzetto, il secondo lungometraggio con protagonista il Signor Rossi.

## Trama
Dopo una lunga e faticosa settimana di lavoro, il signor Rossi rincasa tra le mura domestiche dove lo aspetta il cane Gastone, che dopo una settimana di solitudine desidera uscire, andare a correre e al cinema. Sì, perché gli eroi di Gastone sono quelli dello schermo, della televisione e della letteratura ed è in questi personaggi che il signor Rossi si immagina sognando ad occhi aperti. Vedremo allora: Rossi-Tarzan, Rossi-Astronauta, Rossi-Sherlock Holmes, Rossi-Stella del cinema, Rossi-Ser Lancillotto, Rossi-Baron Frankenstein, Rossi-Aladino. Ma finiti i sogni, per Rossi ci sarà il triste ritorno alla mediocrità della propria vita.

## Produzione
Dopo la morte di Carlo Romano, avvenuta nel 1975, alla voce del Signor Rossi fu sostituito da Giuseppe Rinaldi che doppierà anche il terzo, Le vacanze del signor Rossi.

## Distribuzione
Il film è stato distribuito in Italia a partire dal 16 novembre 1978, mentre in Germania Est era stato distribuito già dal 4 agosto 1977, in Spagna uscì nel 1983.

### Versioni
Come nel film precedente, esistono due versioni tra quella italiana, tedesca e spagnola: nella versione italiana la scena del Rossi-Zorro è stata tagliata (è inserito nel cofanetto Il Signor Rossi - Una Vita Da Cartone), ma venne trasmesso in televisione nel 1981 dalla Rai, mentre la versione tedesca e spagnola in VHS la scena non è stata tagliata, ma mantenuta nel film.